# Il caso Graziosi
Il caso Graziosi è un film per la televisione del 1981 diretto da Michele Massa. Si tratta della prima versione per il piccolo schermo sul celebre caso di cronaca che vide coinvolto Arnaldo Graziosi.

## Trama
In un albergo di Fiuggi, la mattina del 21 ottobre 1945, muore Maria Cappa, moglie di Arnaldo Graziosi, un pianista di buona fama. Nello stesso luogo una lettera autografa della defunta lascia intendere che si tratta di suicidio. Gli inquirenti non sono dello stesso parere e arrestano Graziosi, secondo loro colpevole di uxoricidio. D'accordo con loro è anche la madre di Maria, che si costituisce parte civile. L'accusa sostiene che l'uomo, oltre ad avere una relazione con una giovanissima allieva scoperta da un suo diario segreto, ha estorto la lettera alla moglie con la scusa che sarebbe servita a una setta segreta antisovietica.
Al processo, che si apre il 2 giugno 1947, pur senza prove schiaccianti Graziosi viene condannato dopo quattro mesi di dibattimento a ventiquattro anni di carcere, sentenza ribadita in Cassazione. Ne sconterà quattordici – nel frattempo tenterà senza successo una fuga rocambolesca con altri due detenuti dal carcere di Frosinone – poiché grazie all'intercessione di sua figlia Andreina nel 1959 otterrà la grazia dal Presidente della Repubblica, senza incontrare opposizione da parte della famiglia Cappa.